# Hamza Essalih
 (mars 2020).
Hamza Essalih né le 29 mai 1992 à Amsterdam aux Pays-Bas est un kick-boxeur néerlando-marocain de poids légers.
En 2017, il signe son premier contrat professionnel dans l'organisation Enfusion.

## Biographie
Hamza Essalih grandit dans sa ville natale à Amsterdam, dans le quartier De Pijp. Issu d'une famille marocaine de huit enfants, il s'intéresse au football et au kickboxing qu'il pratique dehors au quartier avec ses amis. Son père travaille à l'époque dans une fabrique. Ayant commencé le karaté à l'âge de dix ans, il change très vite de sport de combat en se focalisant dans le kickboxing. Il est très vite inscrit par son père dans une salle de kickboxing au quartier. Lorsque Hamza a onze ans, son père arrête de travailler à cause d'un cancer. Entre-temps, Hamza Essalih termine ses études secondaires et étudie l'administration. Lorsqu'il a quatorze ans, il se retrouve dans plusieurs problèmes avec la justice pour des vols et des carjackings.
Sorti de prison à l'âge de dix-sept ans, il se focalise sur le kickboxing et a pour but de devenir professionnel. Ses amis lui adoptent le surnom Soesie pour ses origines dans une région du sud du Maroc.
Le 25 juin 2016, il perd son troisième combat dans l'organisation GLORY lors de l'édition 31 à Amsterdam. En total, il combat 61 fois sous GLORY.
En 2017, il signe son premier contrat professionnel chez Enfusion sous entraînement de Mosab Amrani.
Le 23 février 2019, il remporte son combat contre Lofogo Sarour sur des points, après plusieurs altercations en dehors du sport et des messages incitant à la haine sur les réseaux sociaux.

## Divers
En 2006, il reçoit le rôle d'acteur dans le long-métrage néerlandais Langer Licht sorti en 2006.
Hamza Essalih compte seulement un combat en MMA, qui s'est résulté à une défaite.

## Palmarès
- 2016 : Champion des Pays-Bas
- 2017 : Champion des Pays-Bas
- 2017 : Champion d'Europe Enfusion
- 2018 : Champion du monde Enfusion
- 2020 : Champion du monde Enfusion

## Famille
Il est le frère de Omar Essalih, l'une des figures de la Mocro Maffia. Il condamne fermement et se détache complètement des actes de son frère avant que ce dernier soit abattu le soir du 2 mai 2020 à Amsterdam.